# 小行星2631
小行星2631（2631 Zhejiang），又称为浙江星，是由紫金山天文台在1980年10月7日发现的主带小行星。
該小行星以中国的省份浙江省命名。